# Giacomo di Segni
Giacomo di Segni (* 30. November 1919 in Rom; † 7. März 1986 ebenda) war ein italienischer Boxer und Filmdarsteller. Er wurde 1949 im Halbschwergewicht und 1951 im Schwergewicht Europameister der Amateure.

## Werdegang
Giacomo di Segni, der in Rom Kunst studierte, war, als er in die nationale und kurz darauf in die internationale Elite der Amateurboxer aufstieg, bereits Mitte 20. Vom Beginn seiner Laufbahn als Boxer ist nichts bekannt. Er war knapp 1,80 Meter groß und wog während seiner gesamten Boxer-Laufbahn um die 80 kg. Dies ermöglichte ihm, sowohl im Halbschwergewicht, als auch im Schwergewicht zu boxen. Als Schwergewichtler hatte er dabei allerdings gegenüber den meisten seiner Rivalen große Gewichtsnachteile hinzunehmen, die er aber teilweise durch seine Schnelligkeit wieder ausgleichen konnte.
Das erste Resultat, das von ihm bekannt ist, war ein Punktsieg im Halbschwergewicht über den Iren T. Troy im Januar 1947 anlässlich eines Länderkampfes zwischen Irland und Italien in Dublin. Im Mai 1949 nahm er, wieder in Dublin, erstmals an der Box-Europameisterschaft teil. Er startete wieder im Halbschwergewicht, verlor aber im Achtelfinale gegen Otto (Ota) Rademacher aus der Tschechoslowakei nach Punkten und belegte damit den 9. Platz.
1948 startete er für Italien bei den Olympischen Spielen in London. Er kam dort im Halbschwergewicht zu einem Punktsieg über Eskandar Shoora Osipoff, Irland, verlor aber im Viertelfinale gegen Donald Scott aus Großbritannien nach Punkten und erreichte damit einen 5. Platz.
Im Juni 1949 gewann Giacomo di Segni in Oslo erstmals den Europameistertitel. Er besiegte dabei im Halbschwergewicht Milos Lazarevic, Jugoslawien, Alan Larsen, Norwegen, Emile Mertens, Belgien und Otto Rademacher jeweils nach Punkten. 1950 fanden keine internationalen Meisterschaften statt. Giacomo di Segni stand aber in einer Europa-Auswahl, die im April 1950 in Chicago und in Washington zwei Vergleichskämpfe gegen die Vereinigten Staaten bestritt. Jeweils im Halbschwergewicht kämpfend, verlor er in Chicago gegen Herber Moore nach Punkten und besiegte in Washington Eldridge Thompson nach Punkten.
Bei der Europameisterschaft 1951 in Mailand trat er im Schwergewicht an. Er siegte dort über Hans Hofstätter, Österreich, Antoni Goscianski, Polen, Jan Dyckman, Niederlande und Edgar Gorgas, Deutschland jeweils nach Punkten und gewann damit zum zweiten Mal den Europameistertitel. Im Oktober 1951 siegte Giacomo di Segni auch bei den Mittelmeerspielen in Alexandria. Er besiegte dabei im Finale des Schwergewichts Ahmed el-Minabawi aus Ägypten.
1952 startete er dann noch einmal bei Olympischen Spielen. In Helsinki vertrat er die italienischen Farben im Schwergewicht, gewann zunächst über Jim Saunders, Kanada, verlor aber im Viertelfinale gegen den überragenden Boxer in dieser Gewichtsklasse Ed Sanders aus den Vereinigten Staaten durch K. o. in der 3. Runde. Er belegte damit, wie schon vor vier Jahren, einen 5. Platz.
Danach beendete Giacomo di Segni seine Laufbahn als Boxer, ohne jemals Profiboxer geworden zu sein.

## Nach dem Boxen
Di Segni spielte ab 1954 bis zu seinem Tode in 100 Filmen Kleinst- und Komparsenrollen der italienischen Filmindustrie.

## Internationale Erfolge
| Jahr | Platz | Wettbewerb                     | Gewichtsklasse | Ergebnisse |
| 1947 | 9.    | EM in Dublin                   | Halbschwer     | nach einer Punktniederlage im Achtelfinale gegen Otto Rademacher, Tschechoslowakei                                                      |
| 1948 | 5.    | OS in London                   | Halbschwer     | nach einem Punktsieg über Eskandar Shoora Osipoff, Iran und einer Punktniederlage im Viertelfinale gegen Donald Scott, Großbritannien   |
| 1949 | 1.    | EM in Oslo                     | Halbschwer     | nach Punktsiegen über Milos Lazarevic, Jugoslawien, Alan Larsen, Norwegen, Emile Mertens, Belgien und Otto Rademacher, Tschechoslowakei |
| 1951 | 1.    | EM in Mailand                  | Schwer         | nach Punktsiegen über Hans Hofstätter, Österreich, Antoni Goscianski, Polen, Jan Dyckman, Niederlande und Edgar Gorgas, Deutschland     |
| 1951 | 1.    | Mittelmeerspiele in Alexandria | Schwer         | vor Ahmed el-Minabawi, Ägypten und Fathi el-Tork, Syrien                                                                                |
| 1952 | 5.    | OS in Helsinki                 | Schwer         | nach einem Punktsieg über Jim Saunders, Kanada und einer K.O.-Niederlage in der 3. Runde gegen Ed Sanders, USA                          |

## Länderkämpfe/Intern. Vergleichskämpfe
| Jahr | Ort        | Begegnung              | Gewichtsklasse | Ergebnis                               |
| 1947 | Dublin     | Irland gegen Italien   | Halbschwer     | Punktsieg über T. Troy                 |
| 1949 | Dublin     | Irland gegen Italien   | Halbschwer     | Sieg über Willie Duggan                |
| 1949 | Helsinki   | Finnland gegen Italien | Halbschwer     | Punktsieg über Leo Ojanen              |
| 1950 | Chicago    | USA gegen Europa       | Halbschwer     | Punktniederlage gegen Herbert Moore    |
| 1950 | Washington | USA gegen Europa       | Halbschwer     | Punktsieg über Eldridge Thompson       |
| 1951 | Dublin     | Irland gegen Italien   | Schwer         | kampfloser Sieg über Georoid O’Colmain |
| 1951 | London     | England gegen Italien  | Schwer         | Punktsieg über Peter Toch              |
| 1952 | Rom        | Italien gegen USA      | Halbschwer     | Punktniederlage gegen Sherman Overton  |

Erläuterungen
- OS = Olympische Spiele, EM = Europameisterschaft
- Halbschwergewicht, damals bis 79,4 kg, Schwergewicht, über 79,4 kg Körpergewicht